# Pantophthalmus pictus
Pantophthalmus pictus är en tvåvingeart som först beskrevs av Christian Rudolph Wilhelm Wiedemann 1821.  Pantophthalmus pictus ingår i släktet Pantophthalmus och familjen Pantophthalmidae. Inga underarter finns listade i Catalogue of Life.